# Thibaudia glandulifera
Thibaudia glandulifera är en ljungväxtart som beskrevs av A. C. Smith. Thibaudia glandulifera ingår i släktet Thibaudia och familjen ljungväxter. Inga underarter finns listade i Catalogue of Life.